# Sinfonia n. 9 (Vaughan Williams)
La Sinfonia n. 9 in mi minore fu l'ultima sinfonia scritta dal compositore britannico Ralph Vaughan Williams nel 1958.

## Storia
Vaughan Williams compose il lavoro dal 1956 al 1957, o al più tardi 1958 e l'opera fu presentata in anteprima a Londra dalla Royal Philharmonic Orchestra diretta da Malcolm Sargent il 2 aprile 1958, nell'ottantaseiesimo anno del compositore. Fu successivamente eseguita il 5 agosto 1958 dalla BBC Symphony Orchestra sotto la direzione di Malcolm Sargent in un Concerto Promenade. Vaughan Williams morì tre settimane dopo, il 26 agosto, il giorno stesso in cui la sinfonia doveva essere registrata per la prima volta dalla London Philharmonic Orchestra diretta da Sir Adrian Boult.
L'idea originale era quella di creare una sinfonia programmatica basata sul libro di Thomas Hardy, Tess of the d'Urbervilles, anche se gli elementi programmatici alla fine scomparvero man mano che i lavori della composizione procedevano. Le bozze esistenti indicano chiaramente che, nelle prime fasi della composizione, alcuni passaggi si riferivano a persone ed eventi specifici del romanzo: in alcuni manoscritti, il primo movimento è intitolato "Wessex Prelude" e il titolo "Tess" appare sopra gli appunti per il secondo movimento.

## Struttura
Il lavoro si articola in quattro movimenti:
1. Moderato maestoso (mi minore)
2. Andante sostenuto (sol minore)
3. Scherzo. Allegro pesante (fa minore)
4. Andante tranquillo (mi minore)

Il tema iniziale del movimento lento viene dalla musica che Vaughan Williams aveva composto più di cinquant'anni prima: A Sea Symphony e da un poema sinfonico inedito del 1904 intitolato The Solent.

## Strumentazione
L'orchestra comprende:
- Legni: ottavino, due flauti, due oboi, corno inglese, due clarinetti (in si bemolle), clarinetto basso (in si bemolle), due fagotti, controfagotto, due sassofoni contralto (in mi bemolle), sassofono tenore (in si bemolle)
- Ottoni: quattro corni (in fa), due trombe (in si bemolle), flicorno (in si bemolle), tre tromboni, tuba
- Percussioni: timpani, rullante, tamburo tenore, grancassa, piatti, triangolo, gong grande, tam-tam, campane profonde, glockenspiel, xilofono, celesta
- Archi: due arpe ed archi

La nota di programma di Vaughan Williams che accompagna la prima esecuzione recitava così:
Viene utilizzata la solita orchestra sinfonica, con l'aggiunta di tre sassofoni e il flicorno. Questo strumento bello e trascurato di solito non è consentito nelle cerchie scelte dell'orchestra ed è stato bandito dalla banda degli ottoni, dove è autorizzato a indulgere nella cattiva abitudine del vibrato per il contenuto del suo cuore. Ma nell'orchestra sarà costretto a sedersi e suonare dritto. Inoltre non si prevede che i sassofoni, tranne un posto nello scherzo, si comportino come gatti dementi, ma è permesso loro di essere romantici.
Molto presto nel primo movimento i tre sassofoni suonano un passaggio corale in armonia di accordi, forse per enfatizzare che questo non sarà quella specie di musica da banda da ballo che il sassofono produce nello scherzo della sua Sesta Sinfonia.

## Accoglienza della critica
Secondo il biografo di Vaughan Williams Michael Kennedy, alle sue prime esecuzioni "non si poteva negare la freddezza dell'accoglienza della musica da parte dei critici. Il suo umore enigmatico li sconcertava e quindi fu prestata maggiore attenzione all'uso del flicorno ed alla superficiale nota del programma". Il critico e compositore R. Murray Schafer ha osservato che il lavoro è notevole solo "per merito della fama di [Vaughan Williams] come sinfonista e perché la composizione della nona poco prima della sua morte prolunga una certa leggenda ben nota" e "[trovarlo] è difficile... scoprire molto più di un valore nell'opera in ordine numerico". Continuava lamentandosi dei sassofoni e del flicorno in quanto "tutto questo colore in più sembra essere impiegato semplicemente nell'ispessire la trama dell'orchestra centrale, l'unica area dell'orchestra che non ha bisogno di ulteriore supporto". Una prima reazione poco entusiasta, insieme agli insoliti requisiti strumentali, potrebbe aver impedito alla sinfonia di avere il tipo di storia di esecuzioni durature nel tempo di cui la maggior parte degli altri lavori aveva goduto. Il suonatore di flicorno alla prima era David Mason, che osservò che tutta la copertura della stampa riguardava il flicorno, a scapito di una seria discussione sulla sinfonia come opera.
L'accoglienza critica alla première americana dell'opera sotto la direzione di Leopold Stokowski alla Carnegie Hall del 25 settembre 1958 fu più favorevole. Nel New York Times, Harold C. Schoenberg scrisse che "la sinfonia è piena di una forte melodia personale dall'inizio alla fine... Un lieve bagliore pervade il lavoro, così come il lavoro di molti compositori veterani che sembrano guardare retrospettivamente le loro carriere... In ogni caso, la Nona Sinfonia è un capolavoro." Nel Musical Courier G. Waldrop la descrisse come "un'opera di una bellezza... un lirismo, pura bellezza tonale e un accurato artigianato erano evidenti in tutto".
Le differenze nelle reazioni critiche iniziali alla musica potrebbero essere state in parte dovute alle esecuzioni. Nella sua biografia del 1987 di Sir Adrian Boult, Michael Kennedy si riferiva a Sargent come "una prima performance insoddisfacente". Percy Grainger, tuttavia, che era alla Carnegie Hall per la prima degli Stati Uniti, disse a Ursula Vaughan Williams che la performance di Stokowski "sembrava perfetta in ogni modo e la squisita bellezza e la qualità cosmica di questo immortale lavoro mi hanno colpito come realizzata in modo ideale". Alain Frogley considera l'ultima sinfonia di Vaughan Williams una delle sue più grandi opere. Hugh Ottaway e Alain Frogley definiscono questa sinfonia "il risultato più impressionante" dell'ultimo decennio di Vaughan Williams e osservano che "entrambi i movimenti esterni impiegano strutture altamente originali - l'ingegneria ritmata con attenzione e stratificata del momento ritmico nel primo movimento è particolarmente sorprendente - e il lavoro offre uno dei saggi più impressionanti di Vaughan Williams su ambiguità tonali e modali finemente bilanciate".

## Incisioni
- Sargent — Royal Philharmonic — Pristine Audio XR PASC 234 (Royal Festival Hall, April 2, 1958; + Mitropoulos's recording of A London Symphony)
- Boult — London Philharmonic — Everest SDBR 3006 (Walthamstow Assembly Hall, Aug. 10–26, 1958)
- Stokowski — unnamed orchestra — Cala Records CACD 0539 (Carnegie Hall, Sept. 25, 1958; + music by Creston, Hovhaness + Riegger)
- Boult — London Philharmonic — HMV ASD 2581 (Kingsway Hall, Dec. 18–23, 1969; + Fantasia quasi variazione on the Old 104th Psalm Tune)
- Previn — London Symphony Orchestra — RCA Red Seal SB 6842 (Kingsway Hall, Jan. 6–9, 1971; + Three Portraits from The England of Elizabeth)
- Rozhdestvensky — USSR State Symphony Orchestra — Melodiya CD 10-02170-6 (Philharmonia Building, Leningrad, May 5, 1989; + Symphony No. 8)
- Thomson — London Symphony Orchestra — Chandos CHAN 8941 (St Jude-on-the-Hill, Hampstead, Nov. 8–9, 1990; + Piano Concerto)
- Slatkin — Philharmonia Orchestra — RCA Victor Red Seal 09026-61196-2 (Abbey Road, June 3, 1991; + Symphony No. 8 + Flourish for Glorious John)
- Handley — Royal Liverpool Philharmonic — EMI Eminence CD EMX 2230 (Philharmonic Hall, Liverpool, March 5–6, 1994; + Symphony No. 6)
- Davis-A — BBC Symphony Orchestra — Teldec 4509-98463-2 (St Augustine's Church, London, April 26–27, 1995; + Job)
- Bakels — Bournemouth Symphony Orchestra — Naxos 8.550738 (Poole Arts Centre, Sept. 7–13, 1996; + Symphony No. 5)
- Haitink — London Philharmonic — EMI CD 5 57086 2 (Abbey Road, April 2000; + Symphony No. 8)
- Davis-A — BBC Symphony Orchestra — BBC Music Magazine MM 333 (Royal Albert Hall, Aug. 26, 2008; + music by Parry)
- Davis-A — Bergen Philharmonic — Chandos CHSA 5180 (Bergen, May 2–6, 2016; + Job)
- Manze-A — Royal Liverpool Philharmonic - ONYX, ONYX4190 (Recorded 28 September 2018 at Philharmonic Hall, Liverpool + Sinfonia Antartica)